# 武藏野台地

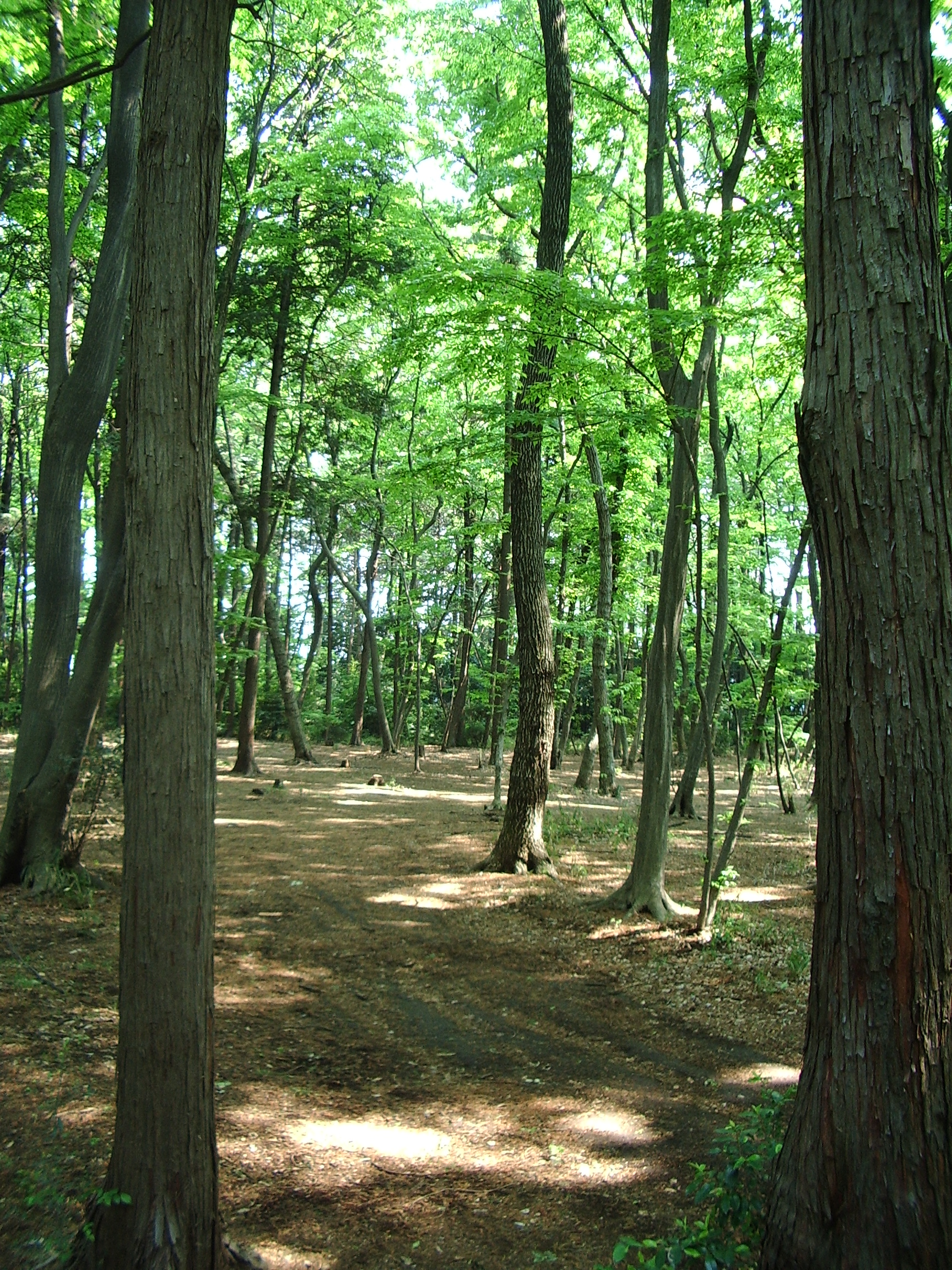
保存武藏野的面影，新座市立新堀小學校的學校教育林。

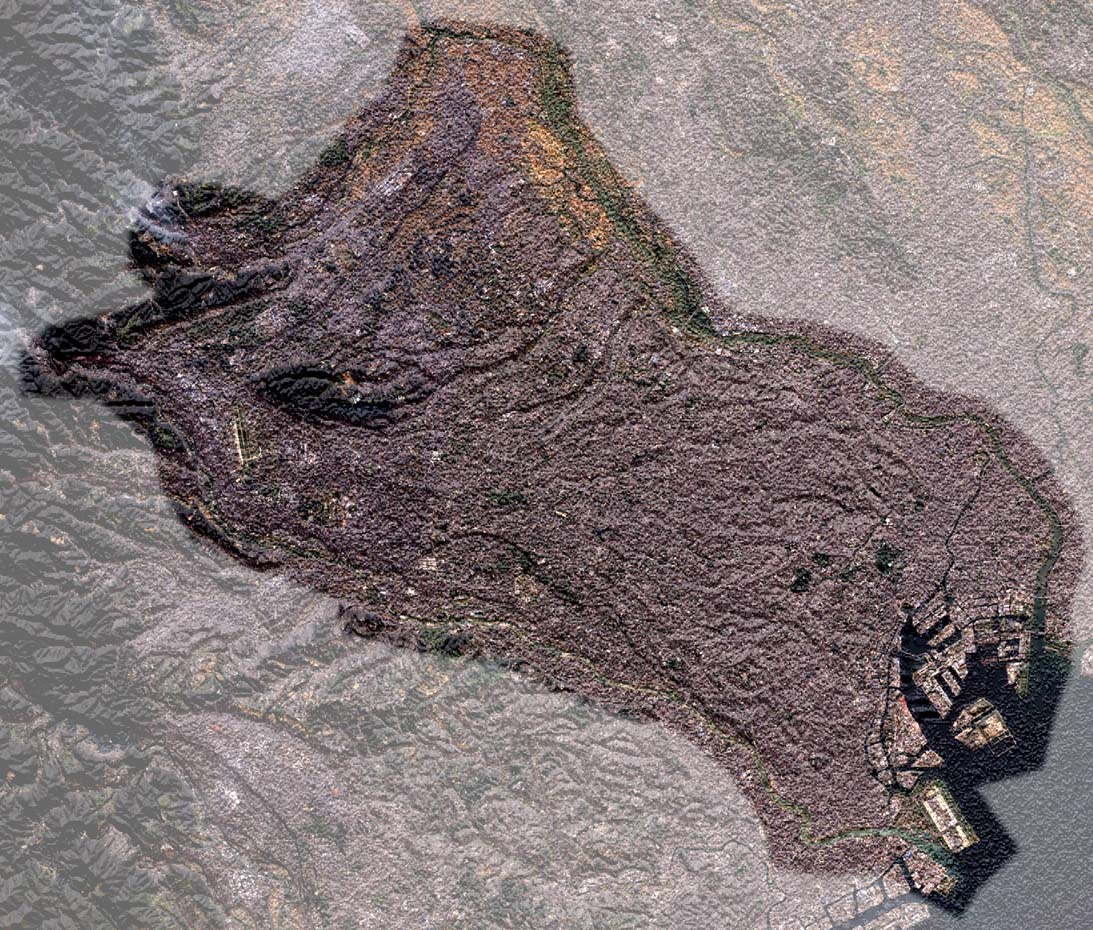
武藏野台地的衛星圖。

武藏野台地（日语：／ Musashino daichi）是日本關東平野西部的荒川和多摩川之間的地域，面積700km²的台地。範圍包含東京都區部的西半分、立川市、福生市、青梅市東南部等市部之一部、所澤市等埼玉縣入間地域、志木市等新座地域，川越市位在武藏野台地的北端。
名稱由來是《萬葉集》、中世文學中屢次登場、因國木田獨步的隨筆而知名的地域名「武藏野」。

## 成立
穿過關東山地流下的多摩川在青梅作為扇頂形成扇狀地。此扇狀地是武藏野台地的基盤，其上堆積數公尺至十數公尺的關東壤土層。

## 段丘和崖線

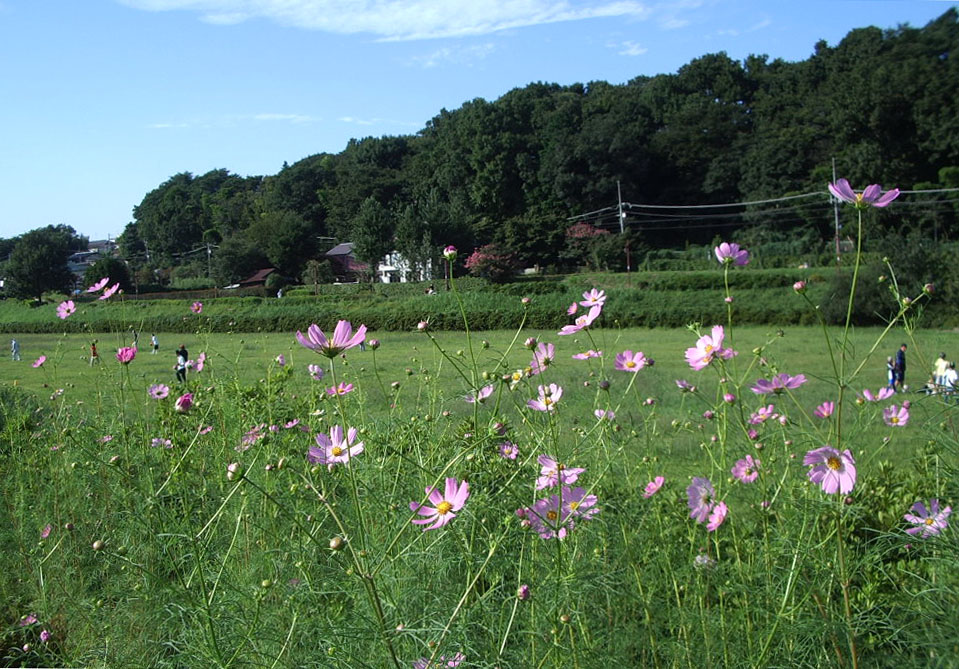
從武藏野公園看的國分寺崖線。

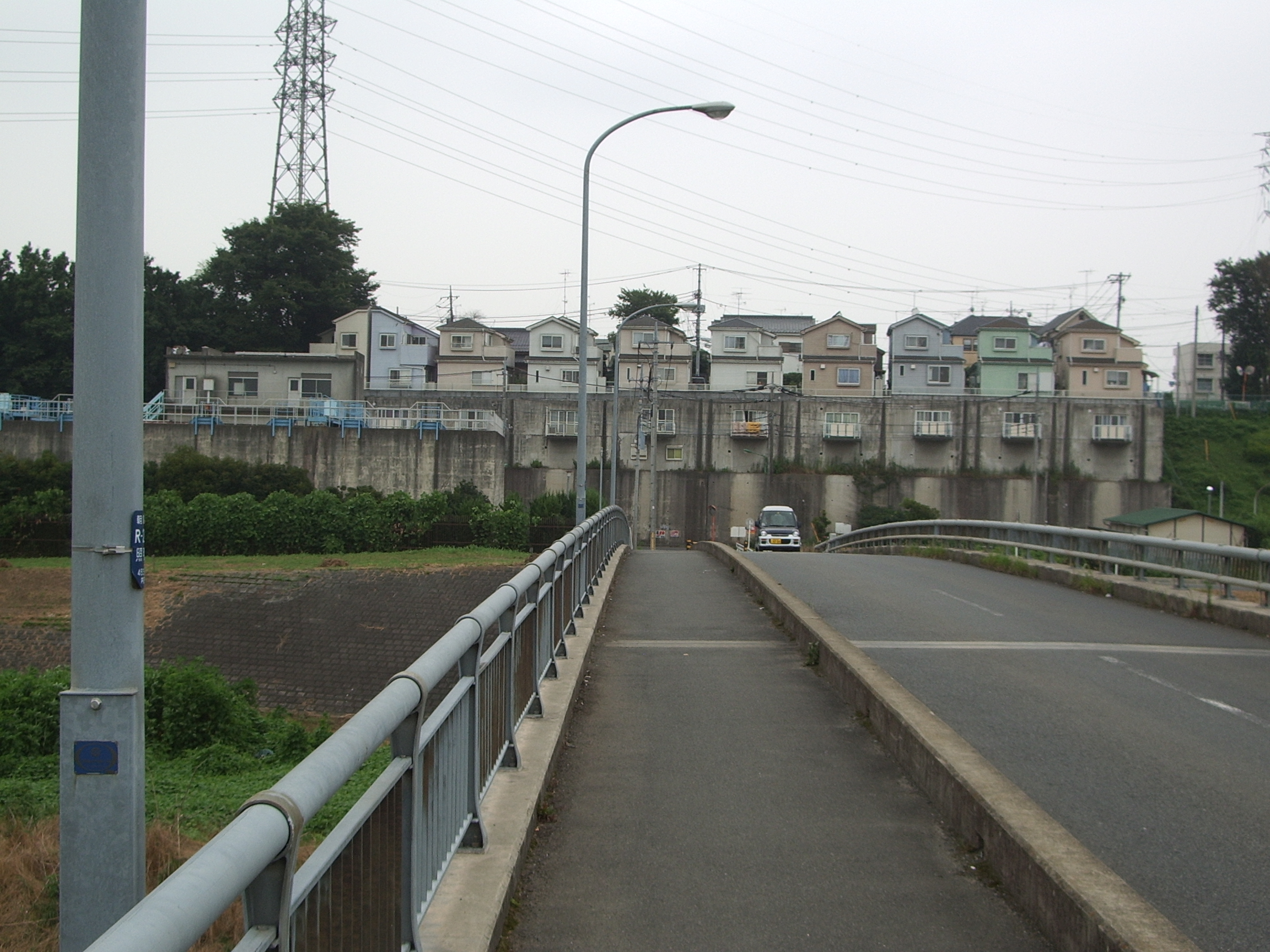
從新河岸川看的北部河岸段丘（朝霞市宮戶）

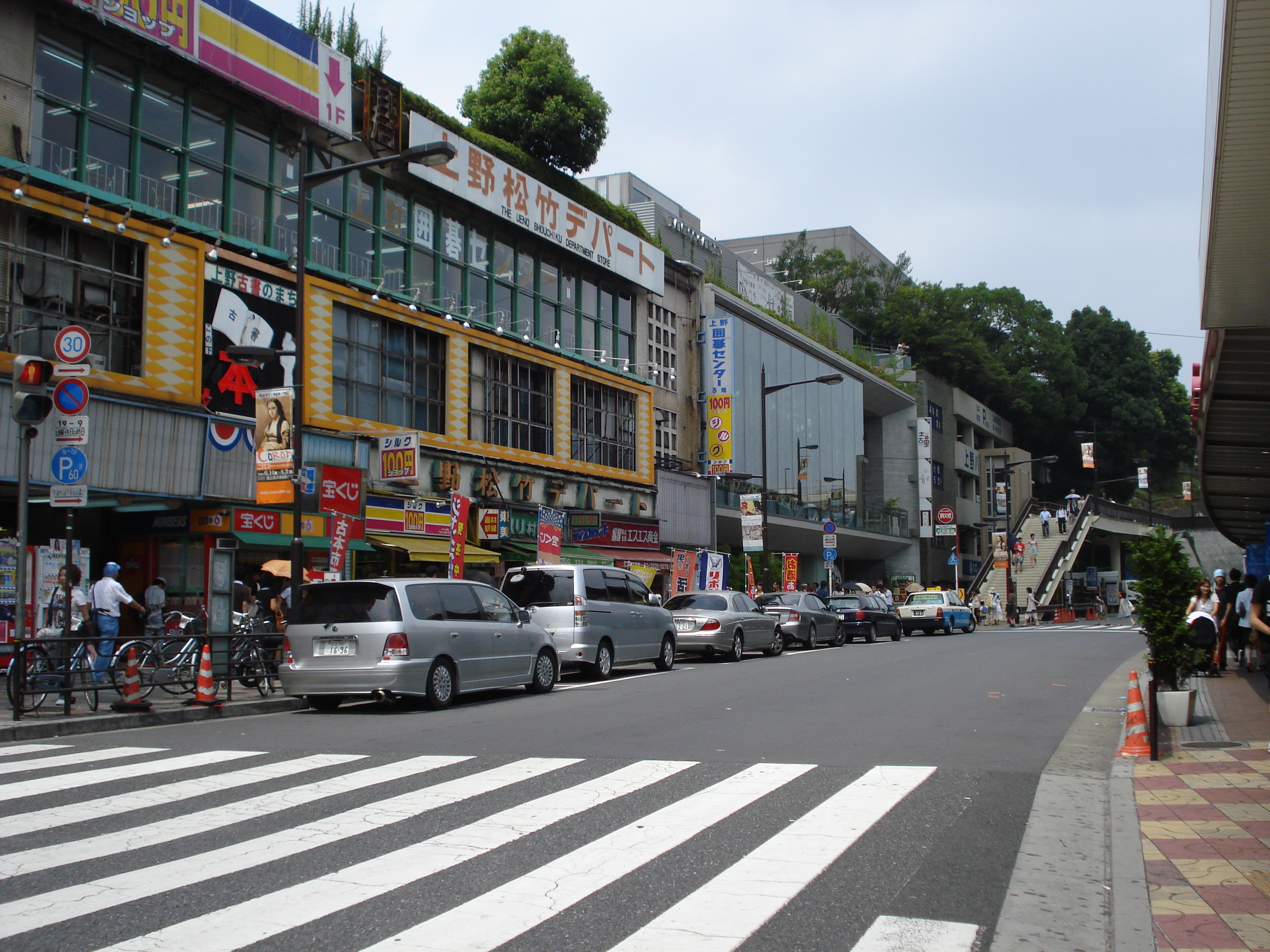
左手是上野恩賜公園（武藏野台地）、右手是低地（東京都台東區）

### 立川崖線
立川市、府中市、調布市的中心市街地之下的立川面由立川崖線和多摩川的沖積低地分隔，從青梅付近沿多摩川延伸到立川市內，在JR中央線的多摩川鐵橋付近往東，通過立川市役所之南，在南武線和甲州街道之間繼續往東，在國立市谷保之西進入甲州街道之南。也稱作府中崖線、布田崖線。

### 國分寺崖線
立川面和武藏野面由國分寺崖線分隔。世田谷區的等々力溪谷是國分寺崖線之一部。高低差將近20公尺。

### 北部河岸段丘
武藏野台地北部的河岸段丘可能是昔日多摩川的流路。

### 23區內之坂
武藏野台地的東部受到侵蝕形成鹿角狀的複雜谷地。武藏野台地被中小河川切削，從南往北造成久原台、田園調布台、目黑台、淀橋台、本鄉台、豐島台、成增台等台地，因此東京都心有相當多的坂。

### 山之手
江戶城，現在的皇居位在武藏野台地之上，利用淀橋台東端的地形（山之手）。同様的，位在本鄉台東端的上野恩賜公園也占有武藏野台地的一角（顯現在上野車站的東側和西側的高低差）。

## 脚注
1. ↑  水環境と武藏野台地[永久] 第12回環境地質学シンポジウム・地質環境国際シンポジウム要旨集
2. ↑  貝塚爽平ほか編（2000年）『日本の地形4 関東・伊豆小笠原』東京大学出版会、235p.

## 關連項目
- 武藏野
- 狹山丘陵

## 外部連結
- 武蔵野台地の河岸段丘 （页面存档备份，存于）
- 東京の湧水
- 東京23区の坂道 （页面存档备份，存于）